# Santa Ana (Honduras)
Santa Ana es un municipio del departamento de La Paz en la República de Honduras.

## Toponimia
Su nombre es en honor a Ana (madre de María), santa de la iglesia católica. Anteriormente se llamó Cacauterique, que en lenca significa: Cerro del Cacao.

## Límites
| Orientación | Límite                       |
| ----------- | ---------------------------- |
| Norte       | Municipio de Marcala, La Paz |
| Sur         | República de El Salvador     |
| Este        | Municipio de Opatoro, La Paz |
| Oeste       | Municipio de Cabañas, La Paz |

Está situado en una sabana en medio de Opatoro y Naguaterique.

## Historia
Anteriormente se llamó "Cacauterique" y estaba en el punto que se conoce con el nombre de Quepa, a cuatro (4) leguas del sitio donde hoy se encuentra.
En 1791, en el primer recuento de población de 1791 era un pueblo del Curato del Cururú.
En 1838 (11 de febrero), le dieron categoría de municipio.
En 1889, en la División Política Territorial de 1889 aparece como Santa Ana de Cacauterique y era uno de los que formaban el Círculo de Opatoro.

## División Política
Aldeas: 8 (2013)
Caseríos: 93 (2013)
| Código | Aldea       |
| ------ | ----------- |
| 121501 | Santa Ana   |
| 121502 | Estancia    |
| 121503 | Juniguara   |
| 121504 | Los Hornos  |
| 121505 | San Antonio |
| 121506 | San Isidro  |
| 121507 | San Miguel  |
| 121508 | Santiago    |